# Bérat
Bérat là một xã thuộc tỉnh Haute-Garonne trong vùng Occitanie ở tây nam nước Pháp. Xã nằm ở khu vực có độ cao trung bình 248 mét trên mực nước biển.
Sông Touch chảy qua xã Bérat.
Dân số năm 1999 là 1407 người.